# Ngụy Chung Thuyên
Ngụy Chung Thuyên hay Wei Zhongquan (tiếng Trung: 魏锺铨; tháng 11 năm 1937 – 3 tháng 10 năm 2019) là một kỹ sư vệ tinh người Trung Quốc, từng là Phó chủ tịch và Kỹ sư trưởng của Viện Kỹ thuật vệ tinh Thượng Hải. Ông là nhà thiết kế chính của Phong Vân-2, vệ tinh khí tượng địa tĩnh đầu tiên của Trung Quốc và Dao Cảm-1, vệ tinh viễn thám đầu tiên của Trung Quốc.

## Cuộc đời và sự nghiệp
Ngụy sinh vào tháng 11 năm 1937 tại Vô Tích, Giang Tô, Trung Hoa Dân Quốc. Ông học tại trường trung học điểm Nam Dương ở Thượng Hải và thi vào khoa toán của Đại học Phục Đán năm 1954.
Khi Mao Trạch Đông quyết định phát triển vệ tinh nhân tạo riêng của Trung Quốc vào năm 1958, Ngụy đã tham gia chương trình vệ tinh tại Viện Điện tử của Viện hàn lâm Khoa học Trung Quốc (CAS) sau khi tốt nghiệp năm đó. Ông đã xuất sắc trong nghiên cứu và phát triển một máy tính kỹ thuật số chuyên dụng vào năm 1964 để tăng cường khả năng phát hiện các tín hiệu liên lạc yếu. Với đóng góp này, ông đã được vinh danh là một lao động gương mẫu của CAS trong năm đó. Năm 1965, ông tham gia thiết kế hệ thống viễn trắc, hệ thống theo dõi và chỉ huy (TT&C) của Đông Phương Hồng I, vệ tinh đầu tiên của Trung Quốc với tư cách trợ lý cho Trần Phương Doãn.
Năm 1969, Ngụy được chuyển đến Nhà máy Máy móc Hoa Âm Thượng Hải mới thành lập, tiền thân của Viện Kỹ thuật Vệ tinh Thượng Hải (tên mã Viện 509) của Học viện Công nghệ Vũ trụ Thượng Hải. Ông từng là phó kỹ sư trưởng và sau đó được thăng chức phó chủ tịch và kỹ sư vệ tinh trưởng của viện.

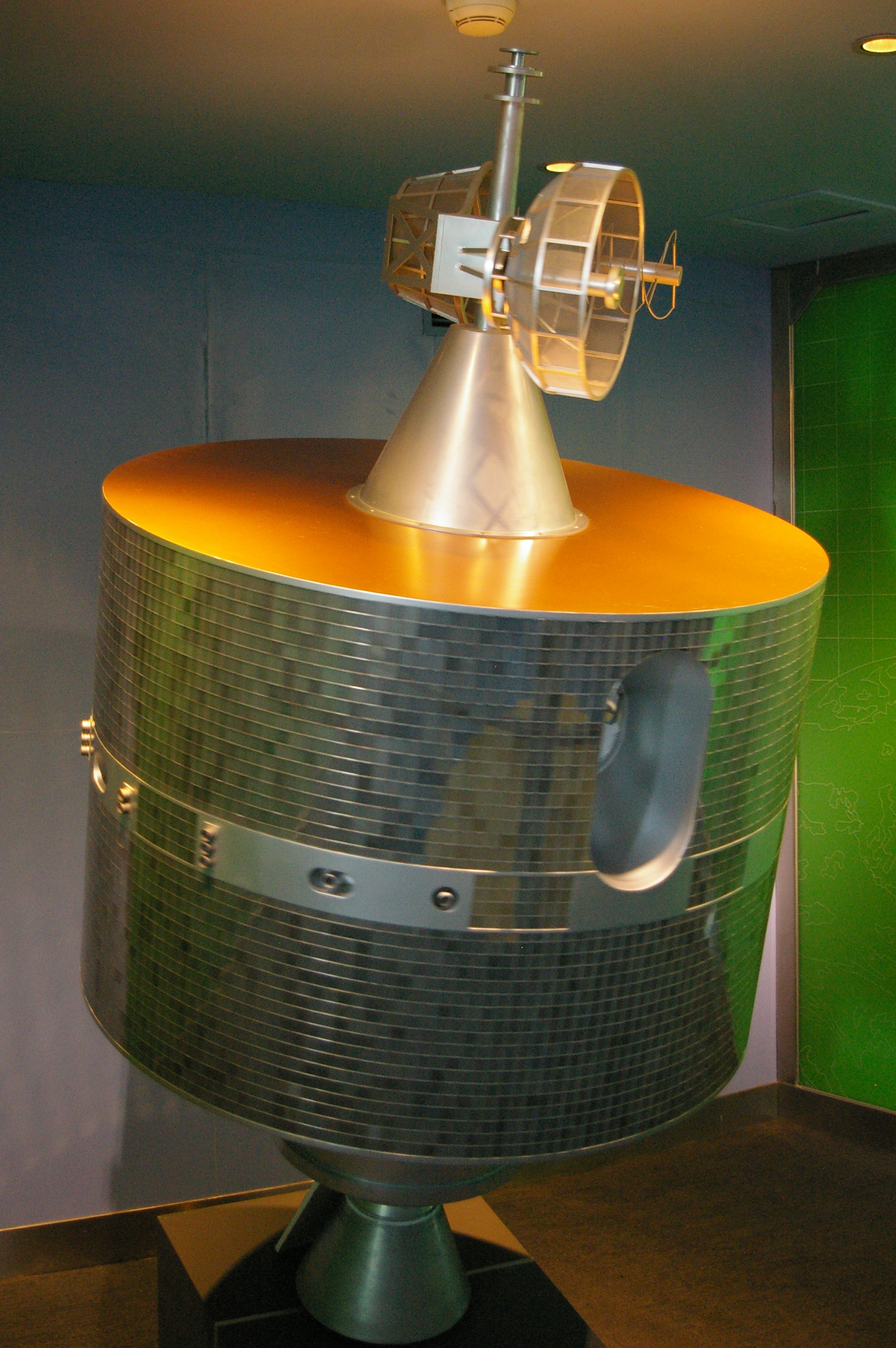
Mô hình của vệ tinh Phong Vân-2

Năm 1982, Ngụy tham gia chương trình nghiên cứu Phong Vân-2, vệ tinh khí tượng địa tĩnh đầu tiên của Trung Quốc và được vinh danh là nhà thiết kế chính của nó khi dự án chính thức được khánh thành. Sau 12 năm phát triển, vệ tinh Phong Vân-2 đầu tiên đã được vận chuyển đến Trung tâm phóng vệ tinh Tây Xương vào năm 1994. Trước thềm vụ phóng theo lịch trình, vệ tinh bất ngờ bốc cháy làm nhiều công nhân bị thương. Ngụy đã được các đồng nghiệp của mình giải cứu khỏi vụ cháy. Sau thất bại, Ngụy và nhóm của mình đã mất thêm ba năm để phân tích và khắc phục các vấn đề. Vệ tinh Phong Vân-2 được phóng thành công vào ngày 12 tháng 6 năm 1997 và ông được trao Giải thưởng Tiến bộ Khoa học và Công nghệ Quốc phòng (Hạng nhất).
Ở tuổi 62, Ngụy được bổ nhiệm làm nhà thiết kế chính của Dao Cảm-1, vệ tinh viễn thám đầu tiên của Trung Quốc. Sau bảy năm nghiên cứu và phát triển, vệ tinh đã được phóng thành công vào ngày 27 tháng 4 năm 2006. Sau hậu quả của trận động đất lớn Tứ Xuyên năm 2008, những bức ảnh được chụp bởi vệ tinh đã cung cấp hướng dẫn giá trị cho chiến dịch giải cứu.

## Qua đời
Ngụy làm việc cho đến những ngày cuối đời. Vào tháng 9 năm 2019, ông đã tới Bắc Kinh và Thái Nguyên để chuẩn bị cho việc phóng vệ tinh quan sát trái đất có độ phân giải cao Cao Phân-10. Vào ngày 29 tháng 9 năm 2019, một lần nữa ông đi từ Thượng Hải đến Trung tâm phóng vệ tinh Thái Nguyên để tham gia vụ phóng, nhưng đột nhiên ngã bệnh vào ngày hôm sau. Ông qua đời trong bệnh viện ba ngày sau đó vào ngày 3 tháng 10, ở tuổi 81. Vệ tinh đã được phóng thành công hai ngày sau khi ông qua đời.
Sau một lần phóng thành công vệ tinh Cao Phân-12 vào ngày 28 tháng 11 năm 2019, Học viện Công nghệ Vũ trụ Thượng Hải đã tổ chức một buổi lễ trao tặng bia tưởng niệm Ngụy Chung Thuyên tại nghĩa trang liệt sĩ Trung tâm phóng vệ tinh Thái Nguyên.

## Cuộc sống cá nhân
Ngụy đã kết hôn với Dao Tăng Huy (姚增辉) và cặp đôi có một cô con gái là Ngụy Úy (魏蔚). Theo con gái, ông đi công tác gần như mỗi tuần khi cô còn nhỏ và có ít thời gian dành cho cô. Ông hiếm khi nói về công việc của mình ở nhà vì công việc mật. Ngụy là một người hâm mộ Kinh kịch cuồng nhiệt và ca sĩ Kinh kịch nghiệp dư.